# Efrat
Efrat o Efrata (אֶפְרָתָה) è un insediamento israeliano del Gush Etzion, in Palestina. Fa capo all'area amministrativa de-facto di Giudea e Samaria. Fondato nel 1983, conta 8.500 abitanti.
La comunità internazionale considera gli insediamenti israeliani in Cisgiordania illegali secondo il diritto internazionale umanitario, anche se il governo israeliano lo contesta.